# Vincenzo Arbarello
Vincenzo Arbarello (Torino, 22 febbraio 1874 – Casera Turrie, 2 aprile 1917) è stato un militare italiano.
Fu un capitano degli Alpini, conosciuto come "il conquistatore del Monte Nero, in riferimento ad un episodio della prima guerra mondiale, e soprannominato el pare (il padre) dai suoi sottoposti.

## Biografia
Nato a Torino il 22 febbraio 1874, da Domenico e MAJAT Giuseppa Maria, fu ammesso a frequentare la Regia Accademia Militare di Modena, dalla quale il 30 ottobre 1896 uscì con il grado di sottotenente, assegnato in forza al 2º Reggimento alpini. Con questo partecipò alle operazioni di soccorso alle popolazioni colpite dal sisma del settembre 1905 in Campania, operando nei pressi di Salerno. Per le capacità dimostrate nella pianificazione delle operazioni di soccorso, il 24 ottobre 1906 gli fu attribuito un attestato di benemerenza dal Ministro dell'interno.
Promosso capitano il 30 ottobre del 1911, passò in forza al Battaglione alpini "Exilles" del 3º Reggimento alpini, con il quale partì per la Campagna di Libia nel corso dello stesso anno. Si distinse particolarmente a Derna nei combattimenti del 17 gennaio e del 3 marzo 1912, per i quali fu decorato con una Medaglia di bronzo al valor militare A causa di una malattia rientrò in Italia, il 31 marzo del 1914 assunse l'incarico di comandante della scorta che aveva il compito di proteggere la Commissione Confini incaricata di definire i confini del nascente stato dell'Albania. Tale missione venne anticipatamente interrotta per lo scoppio della prima guerra mondiale nell'agosto dello stesso anno.
All'ingresso in guerra del Regno d'Italia, il 24 maggio 1915, comandava la 84ª Compagnia del Battaglione alpino "Exilles", inquadrato nella Brigata Modena appartenente all'8ª Divisione. Il suo battaglione era schierato nella zona di Montemaggiore, e dopo l'inizio delle operazioni belliche occupò in pochi giorni quota 1450 del Monte Stol.
Il giorno 26 il battaglione occupò il Monte Kozliak, e per il suo comportamento durante questa azione fu proposto per la concessione della Medaglia d'argento al valor militare.
Quasi subito assunse il comando del neocostituito "Gruppo alpino B", che comprendeva le forze dei due battaglioni e che insieme al corrispondente "Gruppo alpino A" era agli ordini del generale Donato Etna. Il 30 maggio eseguì, al comando dei suoi uomini, il primo attacco contro le posizioni austro-ungariche a nord-nord ovest del Monte Nero.

### Il Monte Nero
Nella notte fra il 15 ed il 16 giugno del 1915, al comando di 130 uomini guidò l'attacco notturno al Monte Nero, in condizioni di visibilità quasi assente per la notte senza luna e la nebbia.  Poco prima dell'alba gli italiani attaccarono  l'avamposto presidiato dal Nagyvárader Infanterieregiment 4  del Regio esercito ungherese appena giuntovi dai Carpazi, dovendo necessariamente scoprirsi nell'ultima fase dell'avanzata e presentandosi al fuoco nemico a distanza ravvicinata. 
Il combattimento si svolse praticamente corpo a corpo, egli restò ferito gravemente e molte furono le perdite italiane, tuttavia alle 4:45 antimeridiane del giorno 16 la posizione era stata guadagnata e le truppe ungheresi sconfitte.
L'episodio ebbe particolare rilievo poiché si trattava del primo trionfo italiano durante la Grande Guerra ed egli fu decorato con la Croce di Cavaliere dell'Ordine militare di Savoia,  e il governo francese gli concesse la Croce di guerra con palma di bronzo.

### Dopo la presa di Monte Nero

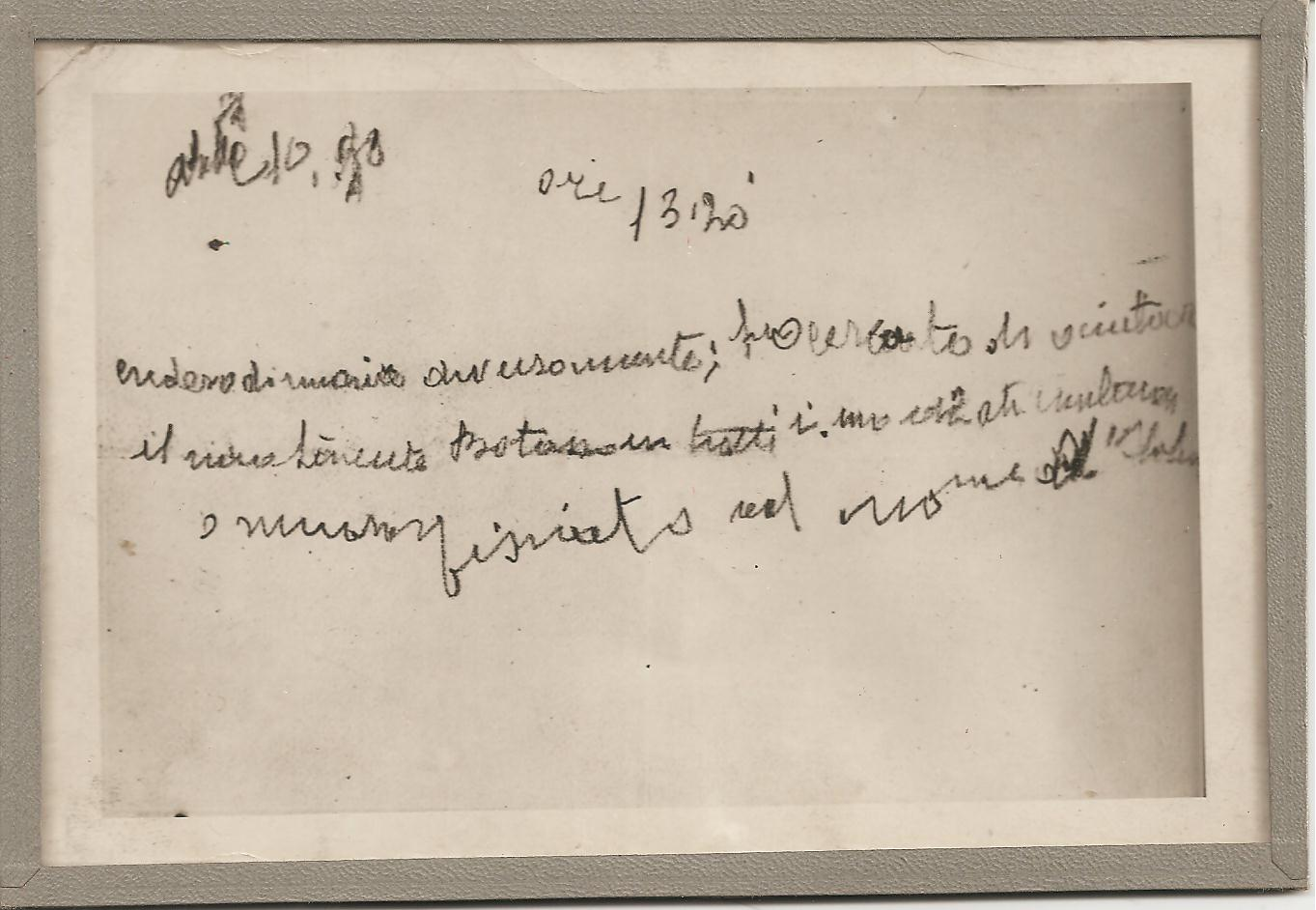
Testamento di Arbarello Vincenzo

Il 16 agosto, mentre si trovava nella zona di operazioni di Tolmino, restò ferito da una scheggia di granata venendo ricoverato presso l'ospedale di Torino.  Il 15 febbraio 1916 fu promosso al grado di maggiore, e assunse il comando del Battaglione alpini "Monte Granero", con il quale si distinse in Cadore e in Carnia.
Il motto del Battaglione "Exilles" era "o roch, o valanga" (o masso, o valanga), e così fu per il suo ufficiale: accampato a Casera Turriè (Val Chiarsò di Carnia), sulle Alpi Carniche. Il 2 aprile 1917 rimase vittima di una valanga che investì il baraccamento nel quale era alloggiato insieme al suo Aiutante maggiore tenente Emilio Botasso, e ad altri 14 militari, restandovi imprigionato e perdendo la vita. Vicino al cadavere fu reperito un foglietto nel quale aveva scritto, secondo la versione ufficiale,
"Credevo di morire diversamente: ho cercato di aiutare il mio tenente Botasso in tutti i modi ma inutilmente: muoio asfissiato nel nome d'Italia" e per questo fu decorato con una seconda Medaglia d'argento al valor militare (B.U.1917, p. 7264), questa volta alla memoria. Nel luglio del 1929 venne inaugurata una caserma a lui intitolata a Bardonecchia; la città di Torino gli ha dedicato una piazza.

### Annotazioni
1. ↑  Composta da ufficiali di provenienza internazionale.
2. ↑  La commissione fu sciolta subito dopo l'attentato di Sarajevo nel quale morirono l'Arciduca ereditario austriaco Francesco Ferdinando d'Asburgo-Este e sua moglie l'arciduchessa Sofia.
3. ↑  Tale operazione era stata approvata il 6 giugno del neopromosso generale Donato Etna.
4. ↑  Il contrattacco degli austro-ungarici venne respinto lanciando cumuli di sassi, appositamente predisposti, contro i soldati nemici in fase di avanzamento. Quando gli austriaci si trovarono a pochi metri dalle trincee italiane egli diede il segnale di iniziare i lanci pronunciando la frase Roc a la man! (Sassi alla mano!).
5. ↑  In questa occasione fu assegnata la Medaglia d'argento al valor militare alla memoria al sottotenente Alberto Picco, uno degli eroi di Monte Nero; questi era già stato decorato, nei precedenti soli 20 giorni di guerra con la concessione di due Medaglie di bronzo al valor militare, e secondo diverse fonti concordi spirò fra le braccia del suo capitano.
6. ↑  tra cui il fidato sergente maggiore Ernesto Tabbia, che aveva voluto seguire il suo comandante presso il nuovo reparto,

### Fonti
1. 1 2 3 4 5 6  Bianchi 2012, p. 20.
2. 1 2 3 4 5 6 7 8  Luigi Massaia, Associazione Alpini di Pinerolo
3. ↑  Marco Mondini, Alpini: parole e immagini di un mito guerriero, Laterza, Bari, 2008.
4. 1 2 3 4 5 6 7 8  Schindler 2001, p. 49.
5. 1 2 3  Scolè 2010, p. 41.
6. 1 2  Bianchi 2012, p. 19.
7. 1 2 3 4 5 6 7  Bianchi 2012, p. 21.
8. ↑   [http://www.webalice.it/giulorma/motti_alpini1.htm (archiviato dall'url originale il 16 maggio 2007)., et al.
9. ↑  Gazzetta Ufficiale del Regno d'Italia n.91 del 16 aprile 1916.